# Метагерманат меди
Метагерманат меди — неорганическое соединение, соль металла меди и метагерманиевой кислоты с формулой CuGeO3,
синевато-зелёные кристаллы.

## Получение
- Спекание оксида германия(IV) и оксида меди(II):

{\displaystyle {\mathsf {GeO_{2}+CuO\ {\xrightarrow {800-1000^{o}C}}\ CuGeO_{3}}}}

## Физические свойства
Метагерманат меди образует синевато-зелёные кристаллы
ромбической сингонии,
параметры ячейки a = 0,48 нм, b = 0,85 нм, c = 0,293 нм, Z = 2.